# Среднекодунский сомон
Се́льское поселе́ние «Среднекодунский сомон» (бур. Дунда Худанай һомон) — муниципальное образование в Кижингинском районе Бурятии Российской Федерации.
Административный центр — улус Улзытэ.

## История
Статус и границы сельского поселения установлены Законом Республики Бурятия от 31 декабря 2004 года № 985-III «Об установлении границ, образовании и наделении статусом муниципальных образований в Республике Бурятия»

## Население
| 2002 | 2011 | 2012 | 2013 | 2014 | 2015 | 2016 |
| ---- | ---- | ---- | ---- | ---- | ---- | ---- |
| 530  | ↘459 | ↘449 | ↗450 | ↘435 | ↘409 | ↘384 |
| 2017 | 2018 | 2019 | 2020 | 2021 | 2023 | 2024 |
| ↘368 | ↘366 | ↘352 | ↘346 | ↗363 | ↘355 | ↘349 |

## Состав сомона
| № | Населённый пункт | Тип населённого пункта       | Население |
| - | ---------------- | ---------------------------- | --------- |
| 1 | Иннокентьевка    | село                         | ↘144      |
| 2 | Улзытэ           | улус, административный центр | ↗316      |